# Дивина вовниста
Дивина вовниста (Verbascum lanatum) — вид квіткових рослин родини ранникових (Scrophulariaceae).

## Біоморфологічна характеристика
Це багаторічна рослина. Рослина 50–120 см. Листки зверху запушені притиснутими зірчастими волосками. Нижні листки широко-яйцюваті, із серцеподібною основою, гострі, майже двічі зубчасті, знизу густо шерстисто-сіро-запушені. Суцвіття просте. Віночок 16–20 мм в діаметрі.

## Поширення
Австрія, Болгарія, Греція, Італія, Румунія, Україна, Хорватія, Сербія.
В Україні вид зростає на лісових галявинах — у передгірному поясі Карпат, зрідка; у Закарпатській обл. (Рахівський р-н, смт Ясіня; Великоберезнянський р-н, с. Малий Березний) та Чернівецькій областях (Путильський р-н, с. Селятин, с. Шепіт).